# Lutry
Lutry is een gemeente en plaats in het Zwitserse kanton Vaud en maakt sinds 1 januari 2008 deel uit van het district Lavaux-Oron. Voor 2008 maakte de gemeente deel uit van het toenmalige district Lavaux.

## Geboren
- Victor Ruffy (1823-1869), politicus, lid van de Bondsraad

## Overleden
- Appel Ooiman (1905-1971), roeier
- Suzanne Haïk-Vantoura (1912-2000), o.a. organist en componist
- Marguerite Narbel (1918-2010), zoöloge en politica